# Liwa al-Vakkas
Le Liwa al-Vakkas est un groupe rebelle de la guerre civile syrienne.

## Histoire
Le Liwa al-Vakkas est fondé en 2017, il est affilié à l'Armée syrienne libre et est constitué de combattants turkmènes et arabes,. En 2018, le groupe prend part à la bataille d'Afrine.